# 1286 هـ
1286 هـ هي سنة في التقويم الهجري امتدت مقابلةً في التقويم الميلادي بين سنتي 1869 و1870.

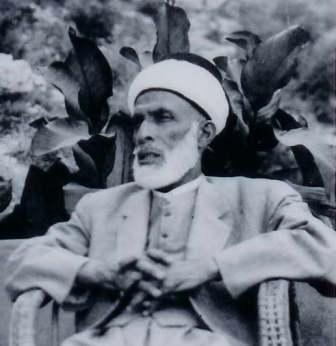
توفيق الهبري

## أحداث
- الأمام عبد الله بن فيصل يزور الدمام ويجلب القليل من المياه ليصبها في آبار الرياض لأن المياه في الرياض أصبحت قليلة.
- الأمام عبد الله بن فيصل يدخل نظام الأسواق في الرياض.
- الأمام عبد الله بن فيصل يدخل نظام البيوت السكنية في الرياض.
- الأمام عبد الله بن فيصل يدخل نظام الكتب القديمة والأثار في مدينة الرياض.
- الأمام عبد الله بن فيصل يزور محمد مبارك آل صباح ويتعاون معه ضد الأمير سعود بن فيصل.
- الأمير محمد بن فيصل بن تركي آل سعود يعقد جلسة المؤتمر الأول لوزارة الحروب في القطيف.
- الأمير فيصل بن عبد الرحمن بن فيصل يتخرج من الأبتدائية والمتوسطة متجهاً إلى الثانوي، بينما والده الأمير عبد الرحمن بن فيصل يتخرج من الثانوية متجهاً إلى الدراسة العليا.

## مواليد
- أحمد عارف الزين
- توفيق الهبري
- شكيب أرسلان
- مصطفى صبري
- عبد الستار الدهلوي
- أحمد عزت آل قاسم
- إبراهيم الأردبيلي
- الشريف عبد الحي الندوي
- الطبيب السمناني
- بتنر
- حاكم بن مهيد
- خلوصي يازغان
- سليمان نظيف
- مهاتما غاندي
- ليون كايتاني
- محمد ابن أبي شنب
- محمد ماضي أبو العزائم

## وفيات
- إعجاز حسين الكنتوري
- لوي جاك برنييه
- متعب بن طلال بن علي آل رشيد ثالث حكام دولة آل رشيد في حائل.
- الطيب بوعشرين، فقيه وصدر أعظم مغربي مغربي.